# Главы Магнитогорска
Список глав города Магнитогорска XVIII—XXI веках. Основан в 1929 году, статус города с июня 1931 г.

## 1-й секретарь горкома КПСС
- Хвастунов И.И. (май — июль 1930) — секр. Магнитного РК (?)
- Румянцев, Георгий Кузьмич (1930—1931)
- Карклин, Фриц Иванович (1931—1932)
- Спиров, Иван Александрович (1932—1933)
- Ломинадзе, Виссарион Виссарионович (1933—1935)
- Хитаров, Рафаэль Мовсесович (1935—1937)
- Иванов, Константин Николаевич (1937—1938)
- Семёнов, Александр Михайлович (1938—1940)
- Корнилов, Пётр Васильевич (1940—1940)
- Фокин, Тимофей Арсеньевич (1940—1945)
- Пилипец, Степан Маркович (1945—1946)
- Лесков, Александр Васильевич (1946—1947)
- Кулешов, Пётр Яковлевич (1947—1949)
- Павлов, Георгий Сергеевич (1949—1950)
- Губкин, Павлин Николаевич (1950—1954)
- Щербаков, Павел Андреевич (1954—1956)
- Соловков, Александр Константинович (1956—1958)
- Щербаков, Павел Андреевич (1958—1960)
- Антипин, Василий Иванович (1960—1962)
- Дмитриев, Валентин Иванович (1962—1970)
- Колосок, Владимир Васильевич (1970—1979)
- Грищенко, Пётр Семёнович (1979—1983)
- Смеющев, Виктор Александрович (1983—1985)
- Федосеев, Владимир Сергеевич (1985—1985)
- Стоббе, Лев Георгиевич (1985—1989)
- Рябков, Виталий Макарович (1989—1990)
- Савицкий, Александр Леонидович (1990—1991)

## Председатель горсовета, горисполкома

### Председатель горсовета (1930—1940)
- Бусыгин Н.Д. (сентябрь 1930 — ?) — председатель президиума городского совета
- Гапанович, Леонид Селивёрстович (? — 1937 #)
- Иванов Константин Николаевич (июнь — август 1938)
- Жемерикин Степан Захарович (1939—1940)

### Председатель горисполкома
- Жемерикин, Степан Захарович (1939—1941)
- Еланчик, Иосиф Давыдович (1941—1942)
- Петряков, Никита Михайлович (1942—1944)
- Миряев, Виктор Дмитриевич (1944—1946)
- Корнилов, Пётр Васильевич (1947—1949)
- Дунаев, Александр Дмитриевич (1949—1950)
- Гребениченко, Адам Устинович (1950—1952)
- Полухин, Кузьма Иванович (1952—1959)
- Антипин, Василий Иванович (1959—1960)
- Замосковцев, Иван Тимофеевич (1960—1962)
- Босенко, Иван Михайлович (1962—1973)
- Панков, Алексей Михайлович (1973—1986)
- Лысенко, Михаил Михайлович (1986—1989)
- Антимонов, Виктор Николаевич (1990—1991)

### Председатель горсовета (1990—1993)
- Антимонов Виктор Николаевич (1990)
- Гесс Пётр Петрович (1990—1992)
- Мазуль Всеволод Владимирович (1992?—1993?)

## Глава города
- Клювгант Вадим Владимирович (1992—1995)
- Аникушин Виктор Георгиевич (1995—2005)
- Карпов Евгений Вениаминович (2005—2009)
- Тефтелев Евгений Николаевич (2009 / март 2010 — 23 декабря 2014)
- Бахметьев Виталий Викторович (23 декабря 2014 / 28 октября 2015 — 27 сентября 2016)
- Бердников Сергей Николаевич (с 27 сентября / 25 октября 2016 г.)